# Parc Dominion
Le parc Dominion est un parc d'attractions situé jadis dans l’est de Montréal, au Québec, entre le fleuve Saint-Laurent et la rue Notre-Dame (près de l'avenue Haig). Il a ouvert ses portes le 2 juin 1906 et a été visité jusqu'en 1937.

## Historique

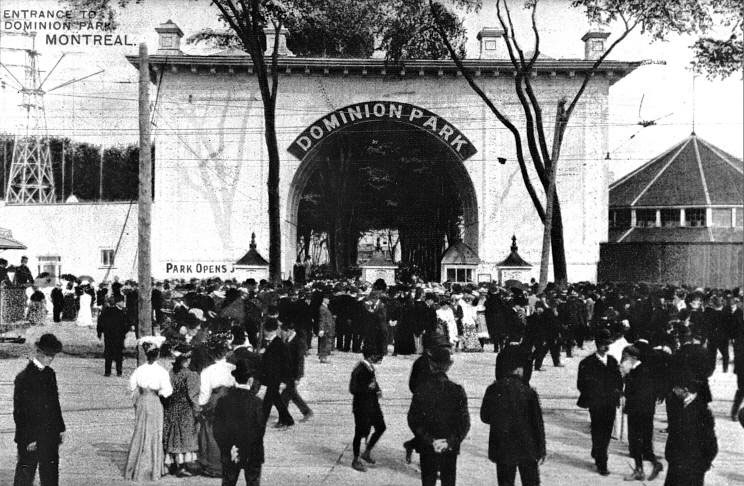
Entrée du parc Dominion.

Le parc Dominion est inauguré en 1906 à Longue-Pointe, un arrondissement de Montréal. Ce trolley park, que certains comparent au Coney Island de New York, est la propriété de la Suburban Tramway & Power, une compagnie qui est responsable du tramway à l'est de Montréal. Il comptait de nombreux manèges excitants et s’annonçait comme « le plus grand parc d’amusements du Canada ». Avec sa majestueuse entrée en forme d'arc de triomphe, le parc Dominion comptait une centaine d’attractions, dont une grande-roue, des montagnes russes, des canots aériens et une multitude de pavillons où étaient reconstituées des scènes historiques (dont l'inondation de Johnstown de 1889, une catastrophe naturelle qui a tué 2 209 personnes) ou imaginaires (Myth City, House of NonSense).
La vedette du parc Dominion demeurait toutefois le fameux « Shoot the Chute », un manège dans lequel les passagers montaient à bord d’une grande chaloupe qui glissait à vive allure sur une pente abrupte avant d’aboutir dans un bassin d’eau. En plus des nombreux manèges, le parc Dominion propose des prestations d'artistes de cirque, tout comme les autres parcs d'attractions de l'époque.

### Incendies
Le 5 novembre 1907, le parc Dominion est la proie des flammes. L'évènement ne fait aucune victime et les dommages ont pu être contrôlés par les pompiers de l'arrondissement. Optimiste, le vice président de la compagnie affirme que les structures détruites seront remplacées par des amusements plus modernes. Le 10 août 1919, le parc est à nouveau incendié, mais cette fois-ci les victimes et les dommages sont considérables. En après-midi, à un moment où le parc est achalandé, le feux prend naissance dans l'attraction de Mystic Rill et se propage rapidement dans les structures de bois du Scenic Railway, les montagnes russe du parc. Au total, huit personnes périssent dans le sinistre et toute la partie sud-ouest du parc est détruite,.

### Concurrence et fermeture
Entre 1906 et 1919, le parc Dominion a livré une chaude lutte au parc Sohmer, jusqu'à ce que ce dernier ferme ses portes à la suite d'un incendie en 1919.
Par la suite, de 1923 à 1937, le Parc Dominion a eu pour principal concurrent le parc Belmont, un autre parc d'attractions situé dans la région montréalaise (Cartierville). Affaibli par la crise économique des années 1930, le Parc Dominion ferme ses portes en 1937.

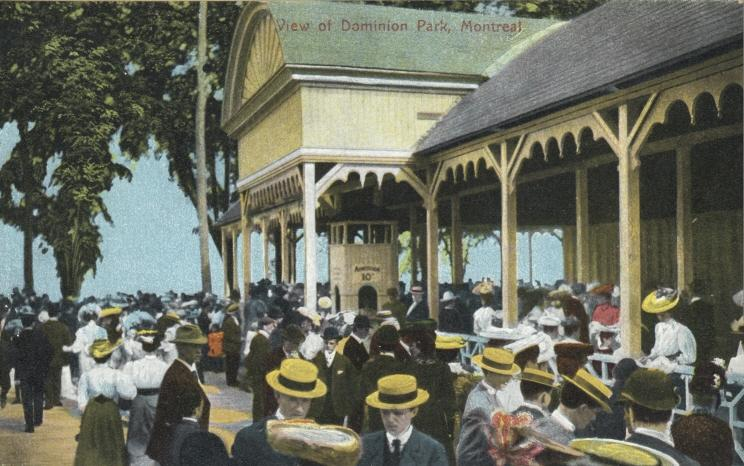
Vue du parc
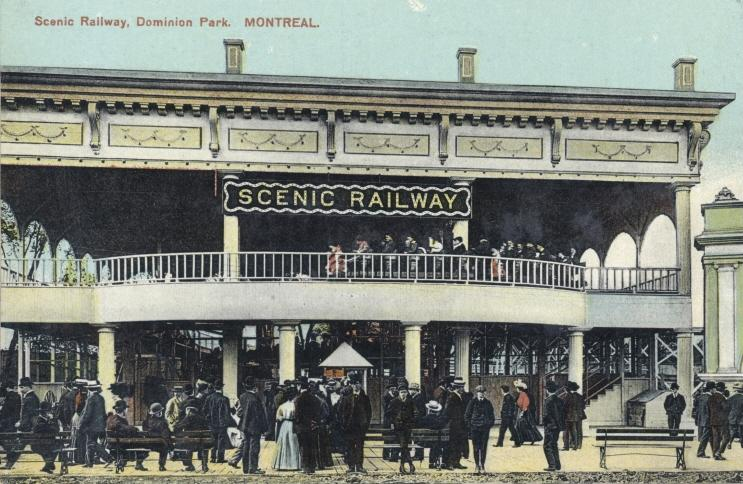
Les montagnes russes
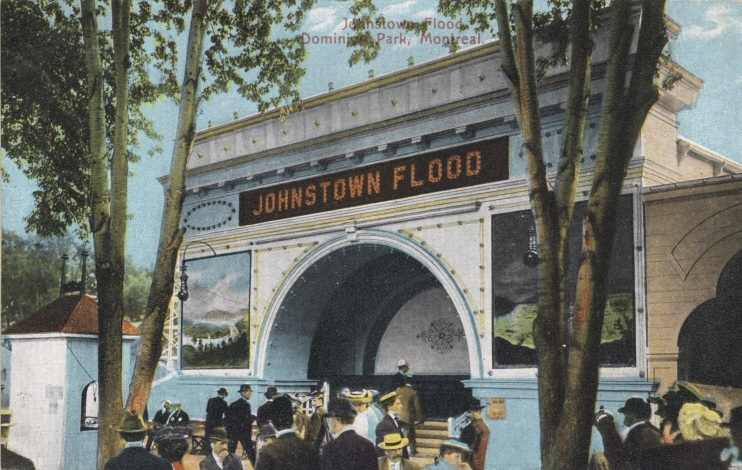
« Inondation Johnstown »
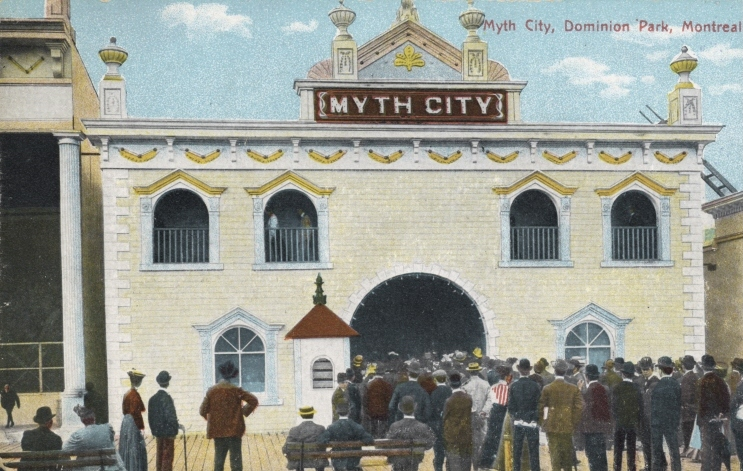
« Myth City »
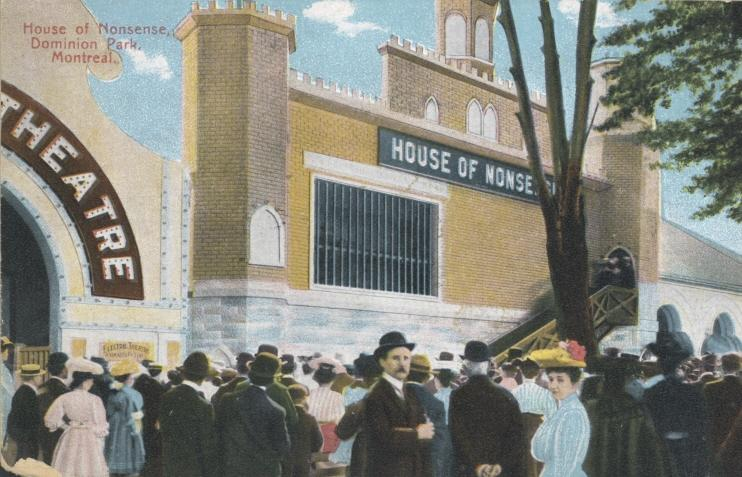
« House of Nonsense »
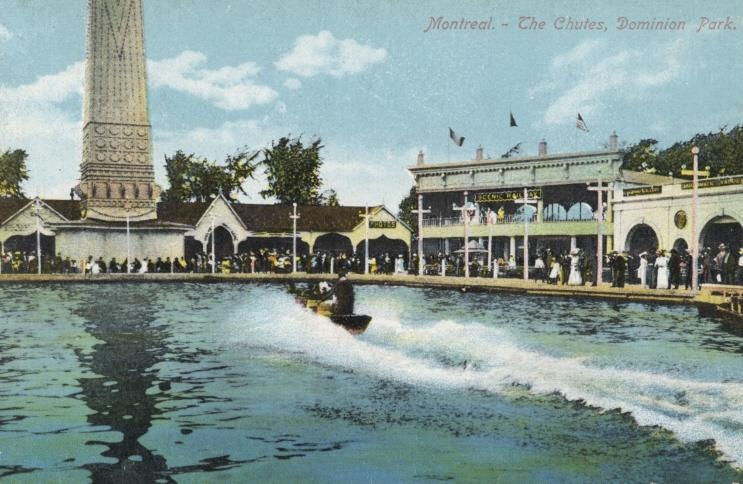
Les chutes